# Because the Night
«Because the Night» (рус. Потому что ночь) — песня, написанная Брюсом Спрингстином и Патти Смит, и выпущенная в 1978 году первым синглом с альбома Patti Smith Group Easter. В 1987 году британский журнал New Musical Express включил эту песню в список 150-и лучших синглов всех времён. В 2015 году еженедельник добавил данную композицию в свой список «500 величайших песен всех времён», разместив её в нём на 339-й позиции.

## Чарты
| Чарт (1978)    | Позиция |
| -------------- | ------- |
| США            | 13      |
| Великобритания | 5       |
| Австрия        | 21      |
| Ирландия       | 16      |
| Швеция         | 9       |